# Ocyptamus summus
Ocyptamus summus är en tvåvingeart som först beskrevs av Fluke 1936.  Ocyptamus summus ingår i släktet Ocyptamus och familjen blomflugor. Inga underarter finns listade i Catalogue of Life.